# Обёрточный листок
«Обёрточный листо́к» — еженедельная литературная и промышленная газета, выходившая в Москве в 1860 году.

## История
Литературная и промышленная газета «Обёрточный листок» выходила в Москве в 1860 году еженедельно под редакцией М. Захарова.
Газета придерживалась консервативных позиций и была рассчитана, в первую очередь, на городское купечество и мещанство.
Печатала правительственные распоряжения, промышленное обозрение, внутреннее обозрение, беллетристику и «справочный листок». В последнем отделе велся календарь храмовых праздников в московских церквах, указатель достопримечательностей Москвы, указатель мод и торговых заведений, зрелищ и увеселений.
Редакция рассчитывала на использование газеты в рекламных целях. Регулярно помещая в газете торговый адрес-календарь, она предлагала владельцам торговых предприятий выписывать по нескольку экземпляров газеты и завертывать в неё товар, что и объясняет название газеты.
В 1861 году «Обёрточный листок» выпускался в качестве приложения к журналу «Век», затем газета выходила под названием «Московский курьер».